# Helsingborgs symfoniorkester

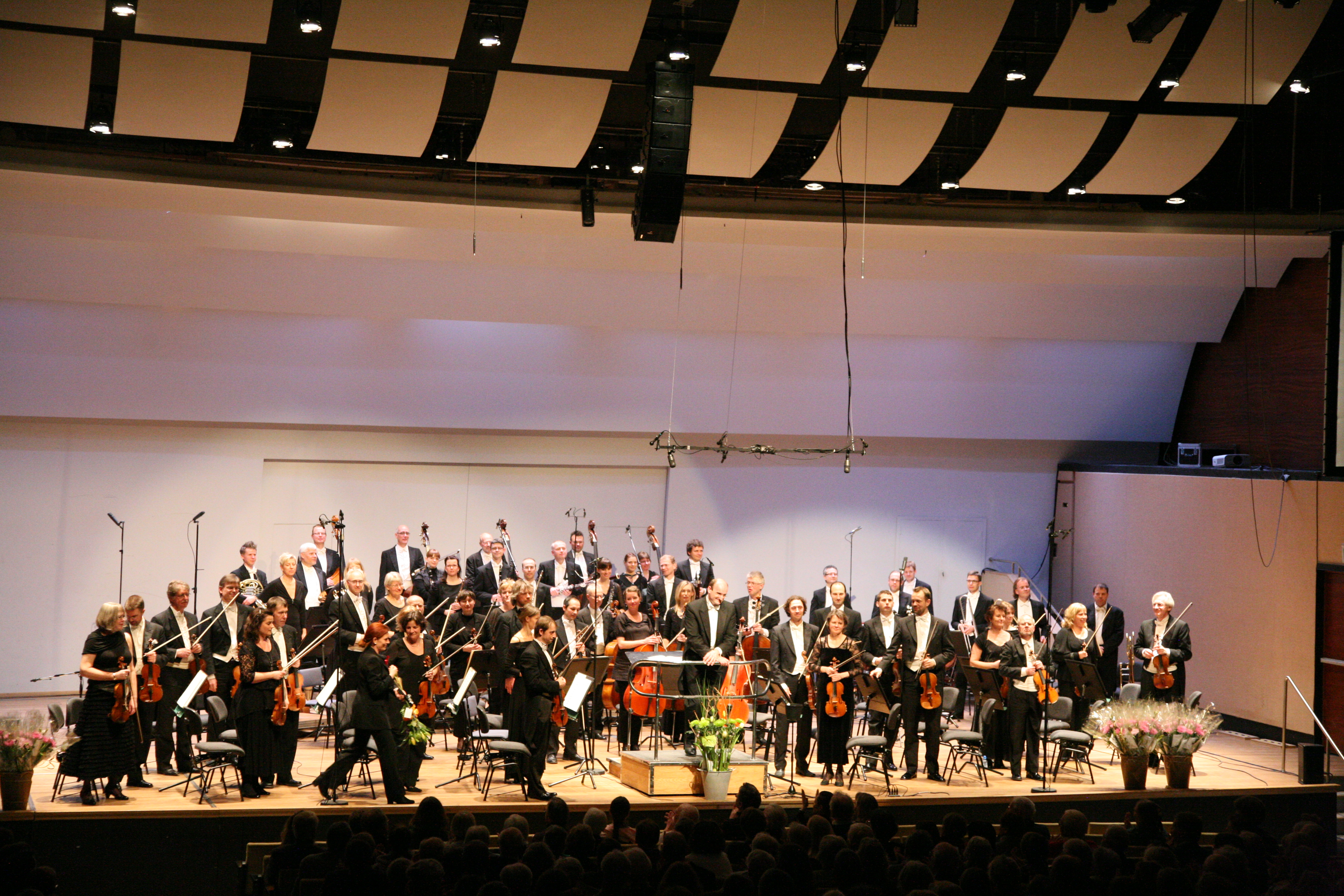
Helsingborgs symfoniorkester under konserten till firandet av dess 100-årsjubileum 2012.

Helsingborgs symfoniorkester (HSO) är en symfoniorkester i Helsingborg. HSO grundades 1911 och är en av Sveriges äldsta symfoniorkestrar. 

## Verksamhet
Helsingborgs symfoniorkester består av cirka 50 musiker. Orkestern ger cirka 75 konserter årligen, framför allt på sin hemmascen Helsingborgs konserthus. Orkestern har spelat in på skivmärken som Naxos och Dacapo. Dess "Svenska klassiska favoriter", utgiven av Naxos, har sålt i 150 000 exemplar. 
Under säsongerna 2014-2017 var Rolf Martinsson composer in residence. Tidigare har Paula af Malmborg Ward varit detta.
En del av symfoniorkesterns finansiering kommer från medlemsorganisationen Helsingborgs Symfonikers vänner i form av medlemsavgifter, gåvor och sponsorbidrag. Föreningen delar dessutom ut bidrag till orkesterns musiker. Största delen av finansieringen kommer från Helsingborgs stad, Region Skåne och svenska staten.

## Historik
Under första hälften av 1800-talet var konserter ovanliga inslag i Helsingborg. Ett fåtal ensembler framträdde då och då vid någon av stadens hälsobrunnar, antingen Sofiakällan eller Ramlösa, och Husarregementets musikkår gav enstaka utomhuskonserter. En orkester hade bildats redan 1838, men "söderfallit på grund af brist på nya krafter", som läkaren Fritz Netzler skrev i boken Helsingborgsminnen från min ungdom. Ett genombrott för musiklivet i staden kom 1885, då två kammarmusikkonserter hölls på Hotell Mollberg. Konserterna framfördes dels av inhemska musikanter, dels av berömda solister från Köpenhamn och blev en sådan succé att hotellets stora sal inte räckte till. Dessa konserter var början på en organiserad konsertverksamhet som utmynnade i skapandet av Helsingborgs Musiksällskap 1896. Sällskapet grundades av bland andra lektorn Astolf Mozart Möller och bestod till största delen av musiker från Husarmusikkåren. Man hade en uttalad målsättning att:
| ” | ...söka lyfta och förädla den musikaliska smaken hos den stora musikintresserade allmänheten genom att värdigt framföra god och gedigen musik av såväl klassiska som moderna mästare. | „ |

Till musiksällskapets förste dirigent utsågs den 29-årige musikdirektören vid Skånska husarregementet, Olof Lidner. Lidner var en god organisatör av musikaliska framträdanden och de folkkonserter som Musiksällskapet arrangerade uppmärksammades av Musikaliska akademien i Stockholm. När akademien skulle föreslå för regeringen vilka städer som skulle få statsbidrag för statsunderstödda symfoniorkestrar var därför Helsingborg bland de utvalda. Med hjälp av bidrag från staten kunde så Nordvästra Skånes Orkesterförening bildas den 14 juli 1911 med Lidner som dirigent. Akademiens anvisningar för de nya symfoniorkestrarna angav att deras uppgift framför allt var att "göra värdefull musik tillgänglig för kroppsarbetare och andra obemedlade". Detta var något som Orkesterföreningen höll fast vid och i sitt första år var 32 av de 66 givna konserterna folkkonserter och endast åtta var symfonikonserter. Orkesterföreningen hade däremot inget eget konserthus och man framförde därför konserter på flera olika ställen. Vid folkkonserter användes oftast Folkets hus, medan de så kallade populärkonserterna gavs i Gossläroverkets aula och symfonikonserterna i Stadsteatern.

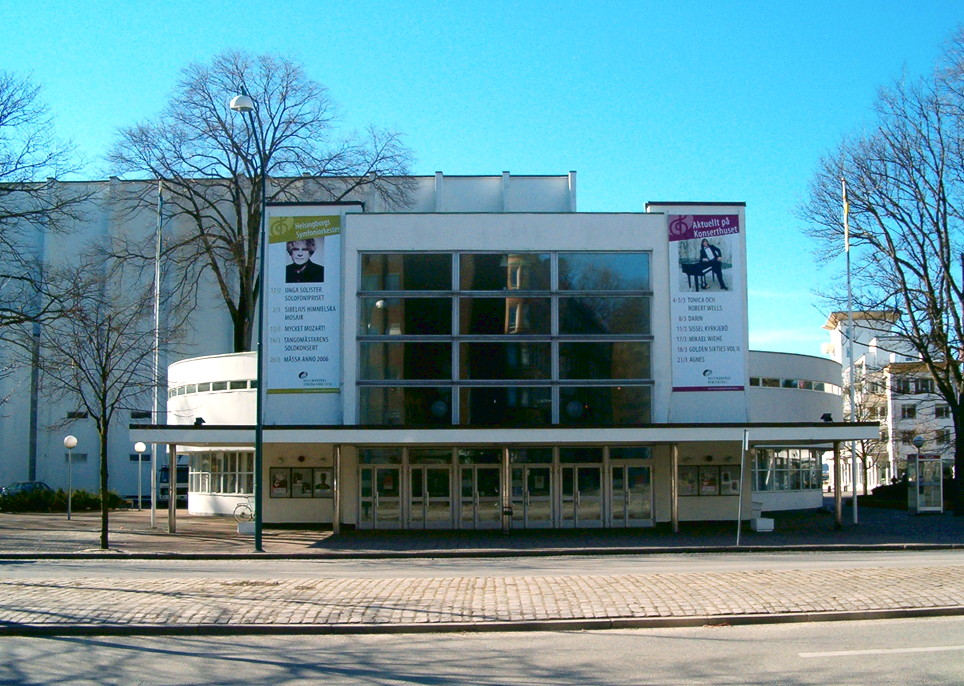
Helsingborgs konserthus.

Redan 1917 hade en kommitté tillsatts för att utreda frågan om ett konserthus i Helsingborg. Byggnationen finansierades av försäljning av aktier i AB Helsingborgs Konserthus, men flera av stadens mer välbärgade invånare donerade även pengar, bland annat Henry Dunker, Erik Banck och Bernhard Ingelsson. 1925 hölls en tävling som vanns av stockholmsarkitekten Sven Markelius, vars förslag till en början var tänkt att utföras i 20-talsklassicism, men som under arbetets gång omformades till en rent funktionalistisk byggnad, en av landets första offentliga byggnader i den nya stilen. Det nya konserthuset stod klart 1932 och blev den fasta punkten för symfoniorkestern. Intresset för de tidigare så populära folkkonserterna hade minskat bland stadens befolkning och de ersattes av så kallade studiekonserter, vilka återigen ökade musikintresset. Lidner avslutade sin karriär som dirigent 1939 och ersattes av göteborgaren Sten Frykberg. Frykberg populariserade gärna konsertverksamheten, bland annat genom musikgissningstävlingar och inslag av musikhistoriska notiser under konserterna. Under dennes ledning ställde orkestern också upp som revyorkester för välgörande ändamål. På posten efterträddes Frykberg 1945 av Håkan von Eichwald, som ledde orkestern fram till 1959. 
Efter von Eichwald provade styrelsen att, istället för att ha en fast dirigent, anlita gästdirigenter, vilka ofta var internationellt kända. Då man fann att detta inte var bra för orkestern gick man 1962 tillbaka till en fast huvuddirigent genom Sten-Åke Axelson, som stannade till 1969, då han avlöstes av den danske hovkapellmästaren John Frandsen. Denne lämnade 1980 över pinnen till Hans-Peter Frank, som ledde orkestern fram till 1990, då finländaren Okko Kamu tog över. Kamus landsman Hannu Lintu tog över orkestern 2002, men lämnade redan 2005, och ersattes 2006 av Andrew Manze. Från 2014-2020 leddes orkestern av Stefan Solyom. Maxime Pascal är chefsdirigent för säsongen 2024-25.

## Dirigenter
- 1912-1939 - Olof Lidner
- 1939-1945 - Sten Frykberg
- 1945-1959 - Håkan von Eichwald
- 1959-1962 - Ingen fast dirigent
- 1962-1969 - Sten-Åke Axelson
- 1969-1980 - John Frandsen
- 1980-1990 - Hans-Peter Frank
- 1991-1999 - Okko Kamu
- 2002-2005 - Hannu Lintu
- 2006-2014 - Andrew Manze
- 2014-2020 - Stefan Solyom
- 2024           - Maxime Pascal

## Konsertmästare
- 2023 - Fredrik Burstedt och Dan Almgren

## Diskografi
| Komponist                                               | Titel | Dirigent                          | Solist/er                                             | Skivbolag/nummer/medietyp                 | utg:år | Sv. mediedatabas |
| ------------------------------------------------------- | --- | --------------------------------- | ----------------------------------------------------- | ----------------------------------------- | ------ | ---------------- |
| Larsson, Lars-Erik                                      | Förklädd Gud, op. 24; Symfoni nr 3, op. 34, c-moll | Frykberg, Sten                    | Nordin, Birgit; Hagegård, Håkan; Jonsson, Per         | BIS LP-96                                 | 1978   |                  |
| Rangström, Ture                                         | Symfoni nr 3 Sång Under Stjärnorna; Kung Eriks visor; Herr Lager och skön Fager; Ett Helicons blomster | Fürst, János; Frandsen, John      | Hagegård, Håkan                                       | HMV 061-35774. LP                         | 1980   |                  |
| Alfvén, Hugo(a); Larsson, Lars-Erik(b)                  | (a)En bygdesaga; (b)Symfoni, nr 1, op. 2, D-dur | Frank, Hans-Peter; Frykberg, Sten |                                                       | Sterling S 1008. LP                       | [1982] |                  |
| Fernström, John(a); Dahl, Viking(b); Paulson, Gustaf(c) | (a)Den kapriciöse trubaduren: serenad i fyra satser för kammarorkester, op. 21; (b) Maison de fous: orkestersvit; (c) Konsert för piano och orkester nr 2                                                                            | Fürst, Janos                      | Pålsson, Hans                                         | Caprice CAP 1238. LP                      | 1982   |                  |
| Haydn, Michael                                          | Symfoni Ess-dur; Symfoni, P. 18, B-dur; Symfoni D-dur | Frank, Hans-Peter                 |                                                       | Bis CD-481                                | 1982   |                  |
| Panula, Jorma; Parkkinen, Tapio                         | Joki [opera] |                                   | Pihlajamäki, Anne; Mäenpää, Annukka; Salmén, Antti... | JPSLP-001-2. 2xLP                         | 1983   |                  |
| Tubin, Eduard                                           | Symfoni nr 7, Estniska danser, Musik för stråkar | Frank, Hans-Peter                 |                                                       | Big Ben 861-002 1. LP, 571-002 4. Digital | 1986   |                  |
| Eckerberg, Sixten                                       | Konsert för piano och orkester nr 1, op. 5; Konsert för piano och orkester nr 3 | Panula, Jorma                     | Pålsson, Hans                                         | Big Ben 861-003 1. LP, 571-003 2. CD      | 1986   |                  |
|                                                         | A portrait of Inga Nielsen | Pappano, Anthony                  | Nielsen, Inga                                         | Big Ben 571-004 2. CD, 571-004 4. Digital | 1986   |                  |
|                                                         | A saga of Sweden | Berglund, Anders                  |                                                       | Favorit FA 4. LP                          | 1986   |                  |
| Haydn, Joseph                                           | Symphonys, 88, 89 & 90 | Frank, Hans-Peter                 |                                                       | Big Ben 871-008 2. CD, 571-008 4. Digital | 1986   |                  |
|                                                         | Leader of the band | Berglund, Anders                  | Knutsson, Jonas                                       | Phono Suecia PSCD 43. CD                  | 1988   |                  |
| Shchedrin, Rodion                                       | Svit ur Carmen (Carmen-svit efter Georges Bizet) | Farberman, Harold                 | Kroumata                                              | Bis CD 382                                | 1988   |                  |
| Larsson, Lars-Erik                                      | Förklädd Gud, op. 24; Symfoni nr 3, op. 34, c-moll | Frykberg, Sten                    | Nordin, Birgit; Hagegård, Håkan; Jonsson, Per         | BIS CD-96                                 | 1989   |                  |
| Larsson, Lars-Erik                                      | Symfoni nr 1, D-dur, op. 2; Symfoni nr 2, op. 17 | Frank, Hans-Peter                 |                                                       | Bis CD-426                                | 1989   |                  |
| Norman, Ludvig                                          | Konsertuvertyr i Ess-dur, op. 21; Uvertyr till Antonius och Cleopatra, op. 57; Andra satsen ur Stråkkvartett i a-moll, op. 65; Symfoni nr 2 i Ess-dur, op. 40                                                                        | Frank, Hans-Peter                 |                                                       | Musica Sveciae MSCD 512. CD               | 1989   |                  |
| Blomdahl, Karl-Birger                                   | Preludium och allegro för stråkorkester; Konsert för violin och stråkorkester; Concerto grosso; Konsertouvertyr; Symfoni nr 2 | Westerberg, Stig; Rudner, Ola     | Rudner, Ola, violin                                   | Malmö audioproduktion MAP CD 9024         | 1990   |                  |
| Söderman, August                                        | Marsk Stigs döttrar. Musikskådespel med text av Ludvig Josephson |                                   | Mikaeli kammarkör                                     | Musica Sveciae MSCD 513                   | 1990   |                  |
|                                                         | Manuela plays French flute concertos. Concertino för flöjt och orkester, op. 107 / Cécile Chaminade; Konsert för flöjt och orkester / Jean Françaix; La flûte de Pan / Jules Mouquet; Konsert för flöjt och orkester / Jacques Ibert | Auguin, Philippe                  | Wiesler, Manuela                                      | Bis CD-529                                | 1991   |                  |
| Nystroem, Gösta; Elgar, Edward; Wagner, Richard         | Sånger vid havet; Sea pictures; Wesendonck-Lieder | Frank, Hans-Peter                 | Lang, Rosemarie, mezzosopran                          | Bis CD-530                                | 1991   |                  |
| Berwald, Franz                                          | Estrella de Soria. Libretto: Ernst Wallmark | Westerberg, Stig                  | Nordin, Lena; Dalayman, Katarina; Smith, Stephen      | Musica Sveciae MSCD 523                   | 1994   |                  |
| Schubert, Franz                                         | Symfoni nr 4, c-moll Den tragiska; Symfoni nr 8, b-moll Den ofullbordade | Ostrowsky, Avi                    |                                                       | Koch Discover International DICD 920213   | 1994   |                  |
| Britten, Benjamin                                       | Konsert för piano, op. 13; Soirées musicales, op. 9; Matinées musicales, op. 24 | Kamu, Okko                        | Gothoni, Ralf, piano                                  | Ondine ODE 825-2. CD                      | 1994   |                  |
|                                                         | Svenska klassiska favoriter | Kamu, Okko                        |                                                       | Naxos 8.553115. CD                        | 1995   |                  |
| Berwald, Franz                                          | Tragisk uvertyr till Estrella de Soria; Sinfonie sérieuse; Sinfonie capricieuse | Kamu, Okko                        |                                                       | Naxos 8.553051 S. CD                      | 1995   |                  |
| Berwald, Franz                                          | Sinfonie singulière ; Symfoni i Ess-dur ; Pianokonserten | Kamu, Okko                        |                                                       | Naxos : 8.553052 S. CD                    | 1995   |                  |
| Hamerik, Asger                                          | Symfoni, nr 1, op. 29, F-dur, Symphonie poétique; Symfoni, nr 2, op. 32, c-moll, Symphonie tragique | Dausgaard, Thomas                 |                                                       | Marco Polo Dacapo 8.224076. CD            | 1997   |                  |
| Hamerik, Asger                                          | Symfoni, nr 3, op. 33, E-dur Symphonie lyrique; 2. Symfoni, nr 4, op. 35, C-dur Symphonie majestueuse | Dausgaard, Thomas                 |                                                       | Marco Polo Dacapo 8.224088. CD            | 1997   |                  |
| Riisager, Knudåge                                       | Slaraffenland, svit 1 och 2; Tolv med posten; Concertino för trumpet och stråkorkester, op. 29; Darduse; | Dausgaard, Thomas                 | Hardenberger, Håkan (trumpet)                         | Marco Polo Dacapo 8.224082                | 1997   |                  |
| Karkoff, Maurice                                        | Sinfonia della vita | Andersson, B. Tommy               |                                                       | Phono suecia PSCD 108. CD                 | 1998   |                  |
| Stenhammar, Wilhelm                                     | Skådespelsmusik |                                   |                                                       | Sterling CDS-1045-2                       | 2001   |                  |
|                                                         | The sound of Shakespeare | Lintu, Hannu                      |                                                       | HSO Sound Art HSA 001. CD                 | 2001   |                  |
| Henriques, Fini                                         | Orchestral works | Bellincampi, Giordano             | Åstrand, Christina (violin)                           | Dacapo 8.224173. CD                       | 2002   |                  |
| Hedvall, Lennart                                        | Canto | Larson, Staffan                   |                                                       | Phono Suecia PSCD 144. CD                 | 2003   |                  |
|                                                         | Favourites for horn and orchestra | Lintu, Hannu                      | Henriksen, Åshilld (horn)                             | Nosag 120. CD                             | 2005   |                  |
| Hartmann, Emil                                          | Konsert för violin och orkester, op. 19, g-moll; Konsert för violoncell och orkester, op. 26, d-moll; Konsert för piano och orkester, op. 49, f-moll                                                                                 | Lintu, Hannu                      |                                                       | Dacapo 6.220511. SACD                     | 2005   |                  |
|                                                         | Svenska favoriter | Kamu, Okko                        |                                                       | Naxos 8.504037/4. CD                      | 2005   |                  |
| Stenhammar, Wilhelm                                     | Konsert för piano och orkester, nr 1, op. 1, b-moll; Nr 2, op. 23, d-moll | Manze, Andrew                     | Tanyel, Zeta (piano)                                  | Hyperion CDA67750                         | 2009   |                  |
| Brahms, Johannes                                        | Georgsmarienhütte | Manze, Andrew                     |                                                       | CPO 777 720-2. SACD                       | 2012   |                  |
| Wiklund, Adolf                                          | Konsert för piano och orkester, nr 1, op. 10, e-moll; Konsertstycke för piano och orkester, op. 1, C-dur; Konsert för piano och orkester, nr 2, op. 17, h-moll                                                                       | Manze, Andrew                     | Sturfält, Martin (piano)                              | Hyperion Records CDA67828                 | 2012   |                  |
| Nielsen, Carl                                           | Konsert för violin och orkester, op. 33; Preludium och tema med variationer, violin, op. 48; Preludium och presto, violin, op. 52 | Blendulf, Daniel                  | Zilliacus, Cecilia (violin)                           | dB Productions dBCD 162                   | 2015   |                  |